# グーチランド郡 (バージニア州)
グーチランド郡（英: Goochland County）は、アメリカ合衆国バージニア州の中央部に位置する郡である。2010年国勢調査での人口は21,717人であり、2000年の16,863人から11.5%増加した。郡庁所在地は国勢調査指定地域のグーチランド（人口861人）であり、同郡に法人化された町は無い。
グーチランド郡はリッチモンド・ピーターズバーグ地域にあり、都市圏としてはリッチモンド大都市圏に属している。

## 歴史

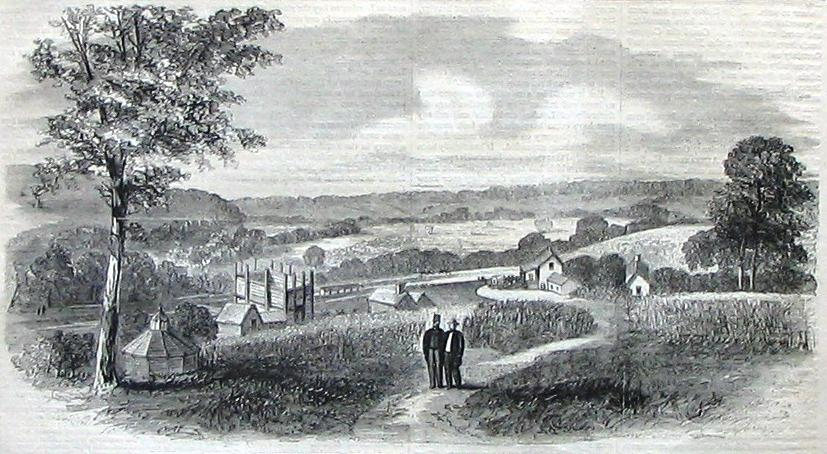
ドーバーミルズ、1865年のスケッチ

グーチランド郡となった地域の水路沿いには、数千年前か先住インディアンが住んでいた。イングランド人開拓者が遭遇したのはスー語を話す部族だった。彼らは免疫を持たないヨーロッパ由来の疫病のために人口を急激に減らし、社会的混乱が広がった。
1634年、バージニア植民地政府が、イングランドのシャイアに倣い、バージニアを8つのシャイアに分割組織化した。それらのシャイアの1つにヘンライコ・シャイアがあった。グーチランド郡は1728年に、ヘンライコ・シャイアから分かれた最初の郡として設立され、1749年にはチェスターフィールド郡が続いた。グーチランド郡の名前は、1727年から1749年まで植民地副総督を務めた初代准男爵ウィリアム・グーチに因んで名付けられた。当時の総督第2代アルベマール伯爵ウィレム・ヴァン・ケッペルはイングランドに留まったままだった。当初のグーチランド郡にはタッカホー・クリークからジェームズ川の両岸、西はブルーリッジ山脈まで広がっていた。
植民地人がリッチモンドの西にあるピードモント台地に入っていくと、海岸地域と同じくまずタバコ・プランテーションを開発した。この魅力的な換金作物を栽培するのは多大な労働力を必要とし、アフリカ人奴隷に依存するようになった。アメリカ独立戦争の後、タバコはそれほど高い利益を生まなくなった。グーチランド郡では、州内他地域と同様に多くの農園主が小麦など多種の穀物栽培に転換した。プランテーションをフルに維持していくために奴隷労働力への依存を強めていった。
1860年国勢調査と奴隷表に拠れば、郡総人口は10,656人だった。そのうち6,139人、57.6%が奴隷化されたアフリカ系アメリカ人だった。南北戦争が終わった後の1870年までに、総人口は10,313人と微減だったが、黒人人口は6,610人、64%と増加していた。その後農業作業が減り、多くの人々がリッチモンド市などの町に移転した。20世紀初期アフリカ系アメリカ人の大移動の中で多くの黒人がバージニアを離れ、北部の良い職と機会を求めて移住していった。2000年までにアフリカ系アメリカ人の構成比率は26%にまで減少した。

### グーチランド郡庁舎
初代郡庁舎は1728年5月に建設された。建設されたその正確な場所は不明だが、研究者たちは1730年から1737年の間に建てられたと考えている。18世紀半ば、郡庁舎の場所が移された。その後19世紀初期に再度移転され、現在のグーチランド町中心、アメリカ国道522号線沿いの場所となった。

### アメリカ独立戦争
1781年初期、イギリス軍チャールズ・コーンウォリス将軍がそのかなりの勢力の軍隊を率いて、グーチランド郡領域を抜けていった。この軍隊はトーマス・ジェファーソンの小さな荘園だったエルクヒルを占領して完全に破壊し、食料のために家畜を殺し、納屋や塀を焼き、最後は家屋を焼き尽くした。奴隷27人を戦争捕虜として連れて行ったが、その内24人は宿営地で病気のために死んだ。
ジェームズ川沿いのある地点が、コーンウォリスヒルと呼ばれるようになった。このイギリス軍将軍がヨークタウンに向かう途中でここに立ち止り、ジェームズ川の素晴らしい眺めのあるこの場所は家を建てるに理想の場所になると述べたと伝えられている。

### ラファイエット将軍
ラファイエット将軍は、1824年から1825年にアメリカ合衆国を巡遊してバージニア州に戻ってきた。1824年11月2日、ラファイエットは、ジェファーソンを訪問するためにリッチモンドを発ってモンティチェロに向かった。その途中でグーチランドのパウェルの酒場に立ち寄った。そこに居る間に将軍はアメリカ軍士官や大勢の郡民に会った。

### 南北戦争
コーンウォリス将軍がその軍隊を率いてグーチランドを通ってからほぼ100年後に、郡内で新たな戦闘が起こった。1864年、北軍の若い大佐ウルリク・ダールグレン（21歳）は傑出した士官だった。密かにバージニア州中央部に潜入し、アメリカ連合国首都リッチモンドのベルアイルに拘束されている12,000人の北軍捕虜を解放し、首都を破壊する大胆な作戦を立てた。3月1日、ダールグレンの部隊はグーチランド東部のサボットヒル、ドーバー、イーストウッドに到着した。
イーストウッドは当時、プラマー・ホブソンとその妻でヘンリー・A・ワイズ准将の娘が使っていた。その前夜、ワイズ将軍がイーストウッドに到着していた。北軍の特殊任務部隊がイーストウッドに到着してワイズを探すと、その娘はワイズがサウスカロライナ州チャールストンにいると答えた。実は、ワイズは馬を駆って急遽南東のリッチモンドに行き、北軍襲撃隊が来ていることを伝えた。ダールグレンはジェイムズ・セドンとその妻の家であるサボットヒルに行くと、その妻がドアを開けて中に招じ入れ、ワインなど南部流の歓待をした。セドンの妻はワイズがリッチモンドに向かっていることを知っており、ダールグレンに時間を使わせようとした。グーチランドの家族たちの素早い機転によって、ワイズはリッチモンドの軍隊に急を告げることができ、ダールグレンの襲撃隊を破ることができた。
戦争が始まったとき、郡出身のジェイムズ・プレザンツは、グーチランド軽装竜騎兵隊（戦中はバージニア第4騎兵隊F中隊と呼ばれた）における叔父の役割に取って代わると主張した。1861年、プレザンツは叔父に代わることを認められた。1864年冬、故郷に近づいていた兵士は誰でも、さらに兵士を募るために帰省を認められた。プレザンツが家に戻った最初の夜、ダールグレンの襲撃隊が彼の馬を盗んだが、家屋の中は捜索しなかった。プレザンツは何が起こっているかを理解すると、そのカービン銃を掴み、襲撃隊の後を追って走り始めた。物音を聞いたプレザンツは木の陰に隠れ、続いて北軍騎兵に降伏するよう命令した。プレザンツはその兵士の馬に乗り、兵士はその前を歩かせて他の兵士を探させた。それから短時間の間にプレザンツは数人の北軍兵を捕虜にして、ボウルの店に連れ帰った。プレザンツは総勢15人を捕虜にし、16頭の馬を取り返し、降伏を拒んだ士官1人を撃ち殺した。

#### 記念碑
「南軍の娘たち」の後援で、南軍への記念碑がグーチランド郡庁舎前緑地に建てられた。1918年6月22日に除幕された。その時の出席者には、ロバート・E・リー将軍の孫、名前も同じロバート・E・リーがいた。

### 教会
1720年、ヘンライコ郡にセントジェームズとヘンライコという2つの教区があった。グーチランド郡が設立されたとき、セントジェームズ教区がジェームズ川の両岸と西方の領域に入っていた。1744年にグーチランド郡からアルベマール郡が作られると、この教区は3つに分割された。セントアンズ教区がアルベマール郡を、セントジェームズ・サウザム教区がジェームズ川の南岸を（現在のポウハタン郡）、セントジェームズ・ノーザム教区がグーチランド郡の残りを担当した。
セントジェームズ・ノーザム教区には、ドーバー・エピスコパル、ビーバーダム・エピスコパル、リッキングホール・エピスコパルという3つの初期教会があった。ドーバーがまず1724年に建てられ、独立戦争後のいずれかの時に閉鎖された。その場所と閉鎖された年月は不明である。ビーバーダムは現在のホワイトホール道路近くにあったが、正確な場所はこれも不明である。
著名な教会がバード長老派教会だった。この会派には、神学者で後にプリンストン大学学長となったサミュエル・デイビースによって組織された信徒の子孫が会員であり、1748年にタッカー・ウッドソンの農園に建てられた。1759年にはバード・クリーク沿いに独自の教会を建てた。1838年、当初会派の子孫達が、現在の教会が建てられた時に、ここで礼拝を始めた。バード長老派教会は19世紀にバージニアで建てられたシンプルなレンガ造り教会の著名な例である。この建物は、スレート葺きの屋根、内窓の飾りカーテン、また墓地など初期の建築的様相を幾らか残している。
今日、エピスコパル、バプテスト、メソジスト、長老派、また無会派のキリスト教教会など多くの教会が立っている。

### スリーチョップト
インディアン道である歴史的なスリーチョップト・トレイルの一部が郡のかなりの部分を通っている。この道では方向を示すために樹木に手斧で3つの刻みが入れられている。リッチモンドからシャーロッツビルまで、アメリカ国道250号線が大まかにこの道を辿っている。

### 歴史的な家屋
- タッカホー・プランテーション - 郡内にあるジェームズ川プランテーション邸宅の1つ、トーマス・ジェファーソンとそのランドルフ家の従弟たちが教育を受けた私立学校の敷地がある[7]

- サボットヒル - 1855年に建設され、南北戦争中は、アメリカ連合国陸軍長官のジェイムズ・セドンが所有していた。ダールグレンの襲撃時に損傷を受けた

- ウッドローン - 1760年以前にジョサイア・リークが建てたジョージアン・コロニアル様式の家屋、1834年、米墨戦争の英雄トマス・テイラー大佐が購入した

- クローバー・フォレスト・プランテーション - 1714年、クローバー・フォレストが立っている土地は、チャールズ・フレミングが得た数千エーカーの最初の部分だった。最終的には隣接するロックキャッスル、スノーデン、ハワーズネック、エルクアイランドのプランテーションとなった。1807年から1811年に、大陸軍竜騎兵の大尉でシンシナティ協会の会員だったトマス・ペンバートンによって、この家屋の中核部分が建設された[8]

### スクールバス
1973年、インディアナ州リッチモンドのウェイン・コーポレーションが、ライフガードというスクールバスの安全構造を導入した。それから間もなく、この製造会社は全国的な競技会を開催してスクールバスの安全性を高めるアイディアを求め、優勝者には新しいライフガード・スクールバスを提供することとした。グーチランド郡教育学区では初の黒人委員パール・P・ランドルフが優勝を勝ち取った。
その結果としてグーチランド郡教育学区は新しいスクールバスを受け取った。パールのアイディアはスクールバスの屋根に遮音版を据えることで、運転手のイライラを軽減することだった。コンパクトな形態のこの装置は、1980年代にウェイン・コーポレーションなどバス製造会社が実用化した。この時代はディーゼル・エンジンとその大きな騒音が当たり前のことになっていた。

## 経済

### ウェストクリーク企業団地
2000年代初期にグーチランドの成長に貢献したのは、ウェストクリーク企業団地の建設と、リッチモンドの半円状州道288号線の完成だった。この州道は郡と州間高速道路64号線や同95号線という幹線道路とを繋いだ。企業団地にはバージニアのファーム・ビューロとパフォーマンス・フード・グループのための本部、さらにホールマーク・ユースケア、カーマックス、キャピタルワンなど、多くの企業が誘致されてきた。

### 主要雇用主
グーチランド郡の2011年包括的財務報告書に拠れば、郡内の主要雇用主は次の通りである。
| 順位 | 雇用主                                 | 従業員数 | 所在地                   |
| ---- | -------------------------------------- | -------- | ------------------------ |
| 1    | キャピタルワン                         | 5,600    | ウェストクリーク企業団地 |
| 2    | カーマックス                           | 987      | ウェストクリーク企業団地 |
| 3    | ラックストーン                         | 331      | マナキン・サボット       |
| 4    | バージニア・ファーム・ビューロ         | 300      | ウェストクリーク企業団地 |
| 5    | リッチモンド連邦準備銀行               | 200      | ウェストクリーク企業団地 |
| 6    | パフォーマンス・フード・グループ       | 180      | ウェストクリーク企業団地 |
| 7    | ハーミテージ・カントリークラブ         | 150      | マナキン・サボット       |
| 8    | フード・ライオン                       | 110      |                          |
| 9    | エルクヒル                             | 100      | グーチランド             |
| 10   | タッカー・サイキアトリック・クリニック | 100      | サンドストン             |

## 地理
アメリカ合衆国国勢調査局に拠れば、郡域全面積は290平方マイル (751.1 km2)であり、このうち陸地284平方マイル (735.6 km2)、水域は6平方マイル (15.5 km2)で水域率は1.92%である。郡内の水はジェームズ川に排水される。

### 主要高規格道路
- 州間高速道路64号線
- アメリカ国道250号線
- アメリカ国道522号線
- バージニア州道6号線
- バージニア州道45号線
- バージニア州道271号線
- バージニア州道288号線

### 隣接する郡
- ルイーザ郡 - 北
- ハノーバー郡 - 北東
- ヘンライコ郡 - 東
- ポウハタン郡 - 南
- カンバーランド郡 - 南西
- フルバナ郡 - 西

## 人口動態
以下は2000年国勢調査による人口統計データである。
| 基礎データ - 人口: 16,863人 - 世帯数: 6,158 世帯 - 家族数: 4,710 家族 - 人口密度: 23人/km2（59人/mi2） - 住居数: 6,555軒 - 住居密度: 9軒/km2（23軒/mi2） 人種別人口構成 - 白人: 72.71% - アフリカン・アメリカン: 25.64% - ネイティブ・アメリカン: 0.20% - アジア人: 0.47% - 太平洋諸島系: 0.01% - その他の人種: 0.20% - 混血: 0.77% - ヒスパニック・ラテン系: 0.85% 先祖による構成 - イギリス系：16.3% - アメリカ人：13.0% - ドイツ系：11.8% - アイルランド系：9.3% - スコットランド・アイルランド系：4.0% - スコットランド系：3.9% | 年齢別人口構成 - 18歳未満: 21.3% - 18-24歳: 5.3% - 25-44歳: 32.1% - 45-64歳: 28.9% - 65歳以上: 12.5% - 年齢の中央値: 40歳 - 性比（女性100人あたり男性の人口） - 総人口: 101.5 - 18歳以上: 98.3 世帯と家族（対世帯数） - 18歳未満の子供がいる: 29.9% - 結婚・同居している夫婦: 64.6% - 未婚・離婚・死別女性が世帯主: 8.4% - 非家族世帯: 23.5% - 単身世帯: 19.9% - 65歳以上の老人1人暮らし: 7.4% - 平均構成人数 - 世帯: 2.51人 - 家族: 2.88人 収入と家計 - 収入の中央値 - 世帯: 56,307米ドル - 家族: 64,685米ドル - 性別 - 男性: 41,663米ドル - 女性: 29,519米ドル - 人口1人あたり収入: 29,105米ドル - 貧困線以下 - 対人口: 6.9% - 対家族数: 4.3% - 18歳未満: 7.7% - 65歳以上: 8.1% |

## CDP
郡内に法人化された町は無い。下記リストは未編入の町である。
| - グーチランド - 郡庁所在地 - マナキン・サボット - メイドンズ - サンディフック | - ファイフ - クロージャー - ヘイデンズビル - シャノンヒル |

## 著名な出身者
- トーマス・ジェファーソン、1743年に当時郡内だったシャドウェルで生まれ、子供のときはランドルフ家のタッカホー・プランテーションで、友人のトマスと共に教育を受けた[7]
- エドワード・ベイツ、エイブラハム・リンカーン大統領の政権でアメリカ合衆国司法長官を務めた
- ジェイムズ・セドン、アメリカ連合国大統領ジェファーソン・デイヴィスの下で、アメリカ連合国陸軍長官を務めた[4]
- ジョージ・イネス、20世紀の風景画家、グーチランドを訪れて8点を仕上げた[6]
- ジャスティン・バーランダー、メジャーリーグベースボール選手、デトロイト・タイガースの先発投手、オフシーズンをグーチランドで過ごした